# László Lovász
László Lovász (né le 9 mars 1948 à Budapest) est un mathématicien hongrois connu pour ses travaux en combinatoire, notamment en théorie des graphes, et informatique théorique et  président de l'Académie hongroise des sciences depuis 2014. Il est lauréat du prix Abel 2021.

## Biographie
Titulaire d'un doctorat de l'université Loránd Eötvös à Budapest en 1971, il entame une carrière nationale d'enseignant-chercheur. Il occupe ensuite un poste de professeur à l'université Yale de 1993 à 2000, puis collabore en qualité de chercheur au Microsoft Research Center jusqu'en 2006. À l'issue, de retour en Hongrie, il dirige l'Institut de mathématiques de l'université de Budapest.
En 2007, il est élu membre président de l'Union mathématique internationale qu'il préside pour un mandat de quatre années jusqu'en décembre 2010.
Il a obtenu de nombreux prix scientifiques dont le prix Wolf de mathématiques.
En 2016, une lettre ouverte de 28 académiciens lui est adressée. En tant que président de l'Académie, ces 28 intellectuels expriment leur inquiétude face aux processus antidémocratiques ayant lieu en Hongrie, en particulier la menace faite à la liberté de la presse via la fermeture du journal indépendant Népszabadság et le traitement xénophobe fait de la crise des réfugiés, et lui demande que l'Académie investisse et débatte sur ces sujets de société,.

## Travaux
En combinatoire, il est connu notamment pour le nombre {\displaystyle \theta } (en) d'un graphe (aussi appelé nombre de Lovász) et pour le lemme local de Lovász. Il a aussi démontré une version faible du théorème des graphes parfaits
et la conjecture de Kneser.
Il a travaillé sur ou créé des algorithmes importants, comme l'algorithme LLL,
et la méthode de l'ellipsoïde pour les problèmes d'optimisation linéaire.
Il a aussi travaillé en théorie de la complexité, notamment autour du théorème PCP, des systèmes de preuve interactive et des algorithmes d'approximation. Plus récemment il s'est intéressé aux limites de graphes (notamment aux graphons).

## Distinctions
- Médaille Béla Szőkefalvi-Nagy (2017)
- Médaille Tibor-Szele (1991)
- Médaille Brouwer en 1993
- Prix Wolf de mathématiques en 1999[11],
- Prix Knuth en 1999[12],
- Prix Gödel en 2001[13],
- Prix de théorie John-von-Neumann en 2006 partagé avec Martin Grötschel et Alexander Schrijver[14],
- Prix de Kyoto en 2010[15],
- Prix Fulkerson en 2012[16],
- Médaille Béla Szőkefalvi-Nagy (2017)
- Prix Abel en 2021[17],[18]
- Conférence Gauss (« Discrete or continuous? »)